# Cornelius Priscianus
Cornelius Priscianus (praenomen unbekannt; † 145) war ein römischer Militär und Politiker in der ersten Hälfte des 2. Jahrhunderts n. Chr.

Priscianus gehörte der altrömischen Gens der Cornelier an. Im Jahr 145 ist er als konsularischer Legatus in der Provinz Hispania citerior belegt. Einem Fragment der Fasti Ostienses zufolge wurde ihm wegen Aufwiegelung der Provinz als hostis publicus der Prozess gemacht.
Der Autor der (oft unzuverlässigen) Historia Augusta gibt an, ein Priscianus habe während der Herrschaft des Kaisers Antoninus Pius versucht, den Thron zu usurpieren. Seiner Bestrafung sei er durch Suizid zuvorgekommen. Sehr wahrscheinlich ist dieser Priscianus mit dem in den Fasti Ostienses belegten Senator und hispanischen Statthalter identisch.